# The Afghan Whigs
The Afghan Whigs — американская рок-группа из Цинциннати, штат Огайо.

## История
Грег Далли (вокал, ритм-гитара), Рик Макколам (соло-гитара), Джон Керли (бас-гитара) и Стив Эрл (ударные) сформировали The Afghan Whigs в Цинциннати в конце 1986 года. Далли начинал карьеру в группе The Black Republicans, к которой позже присоединился Керли. После её распада Керли импровизировал с Макколамом, а Далли уехал в Аризону, где сочинил половину песен из дебютного альбома The Afghan Whigs. Он получил название Big Top Halloween и был выпущен в 1988 году на собственном лейбле музыкантов Ultrasuede. В следующем году группа подписала контракт с сиэтлским лейблом Sub Pop, став первым музыкальным коллективом не с северо-запада США, издающимся на этом лейбле. Их первым релизом на Sub Pop был альбом Up in It (1990). За ним последовал сингл Ornament, вышедший ограниченным тиражом на No.6 Records; в его записи принимала участие Марси Мейс, вокалистка группы Scrawl.
На диске Congregation (1992) и мини-альбоме с кавер-версиями Uptown Avondale группа перешла к ставшему характерным для неё звучанию с ощутимым влиянием музыки соул. Вскоре The Afghan Whigs перешли на крупный лейбл Elektra Records и в 1993 году выпустили альбом Gentlemen. Синглы «Debonair», вошедший в топ-20 чарта Modern Rock Tracks, и «Gentlemen» регулярно ротировались на MTV и студенческом радио.
В 1996 году вышел альбом Black Love, вдохновленный фильмами-нуар. Он был записан с барабанщиком Полом Букиньяни, заменившим Стива Эрла. Хотя основными темами и предыдущих работ были пропитанная алкоголем одержимость, тайны и страдание, на Black Love раскрылась более мрачная и сложная сторона музыкального таланта Далли. Диск занял 79-е место в чарте журнала Billboard. В том же году Далли выступил в качестве исполнительного продюсера саундтрека к фильму Теда Демме «Красивые девушки», в котором The Afghan Whigs сыграли роль группы из бара и исполнили песни «Be For Real» Фредерика Найта и «Can’t Get Enough of Your Love, Babe» Барри Уайта.
Майкл Хорриган, бывший бас-гитарист Love Cowboys, пришёл на смену Букиньяни, и в 1998 году The Afghan Whigs выпустили шестой и последний на данный момент студийный альбом, названный 1965, на лейбле Columbia Records. Три года спустя они объявили о распаде, назвав в качестве причины географическое расстояние, разделяющее участников коллектива.
В 2006 году The Afghan Whigs временно воссоединились и записали две новые песни («I’m A Soldier» и «Magazine»), включённые в сборник Unbreakable: A Retrospective 1990—2006, релиз которого состоялся 5 июня 2007-го на Rhino Records.
23 июня 2009 года вышел трибьют Afghan Whigs под названием Summer’s Kiss, в котором принимали участие Марк Ланеган, Джозеф Артур и ещё 11 исполнителей.
В конце 2011 года группа вновь воссоединилась и начала выступать. Музыканты дали первый за 13 лет концерт, а также представили новый трек «See and Don’t See».

## Дискография

### Студийные альбомы
- Big Top Halloween – 1988
- Up in It – 1990
- Congregation – 1992
- Gentlemen – 1993 (#13 в США, #58 в Великобритании)
- Black Love – 1996 (#79 в США, #41 в Великобритании)
- 1965 – 1998 (#176 в США)
- Do to the Beast – 2014 (#32 в США)
- In Spades - 2017
- How Do You Burn? - 2022

### Концертные альбомы
- Live In New York City – 2012
- Live In London – 2014
- Live At The Audio Club – 2015

### Сборники
- The B-Sides / The Conversation – 1994
- Historectomy – 1998
- Unbreakable (A Retrospective 1990-2006) – 2007

### Мини-альбомы
- Turn On The Water – 1992
- Uptown Avondale – 1992
- Debonair – 1993
- What Jail Is Like – 1994
- Going To Town – 1996
- Honky's Ladder – 1996
- Bonnie & Clyde EP – 1996
- Live At Howlin' Wolf, New Orleans – 1997
- Somethin' Hot – 1998
- 66 – 1998

### Синглы
- I Am The Sticks b/w White Trash Party – 1989
- Sister Brother – 1990
- Retarded – 1990
- My World Is Empty Without You – 1991
- Conjure Me – 1992
- Debonair – 1993 (#18 в США)
- Gentlemen – 1993
- Mr. Superlove – 1993
- What Jail Is Like – 1994
- Honky's Ladder – 1996 (#29 в США)
- Somethin' Hot – 1998
- 66 – 1999
- I'm A Soldier – 2007
- Matamoros – 2014
- The Lottery – 2014
- Algiers – 2014